# Oscar Moore
Oscar Moore (ur. 25 grudnia 1916 w Austin, zm. 8 października 1981 w Las Vegas) – amerykański gitarzysta jazzowy.
Młodość spędził w Teksasie, a potem w Arizonie, gdzie w Phoenix zaczął grać na gitarze. Razem ze swoim starszym bratem, Johnnym, utworzył tam własny zespół grający rhythm and bluesa. W połowie lat 30. XX w. przeprowadzili się do Los Angeles, gdzie Oscar zainteresował się jazzem. Grał razem z takimi muzykami jak Lionel Hampton, Art Tatum, w 1945 z The Capitol Jazz Man (z Colemanem Hawkinsem, Bennym Carterem), w 1946 z Lesterem Youngiem. Należał, obok np. Lesa Paula czy Barneya Kessela, do pierwszego pokolenia gitarzystów, na których grę miał wpływ styl wypracowany przez Charliego Christiana (jednego z pierwszych wybitnych muzyków, który zastosował wzmacniacz do swojej gitary).
Moore, obok kontrabasisty Wesleya Prince’a, został członkiem tria Nata Kinga Cole’a. Zdaniem Joachima-Ernsta Berendta był to pierwszy zespół, który nie składał się z pianisty-solisty i towarzyszącej mu sekcji rytmicznej, lecz stanowił zintegrowaną całość. Przez dziesięć lat (1937–1947) współpracy z Cole’em pianistą (a później głównie wokalistą), Moore uczestniczył w nagraniach niemal wszystkich jego płyt. Na początku lat 40. XX w. został laureatem kilku nagród przyznawanych przez pisma Downbeat, Metronome i Esquire. Cieszył się też uznaniem wśród współczesnych mu gitarzystów: Barneya Kessela i Kenny’ego Burrella.
Jednak po okresie współpracy z Cole’em jego kariera nie rozwinęła się. Kiedy Cole przeszedł do innej wytwórni, Oscar
Moore zaproponował na jego miejsce zespół swojego brata, Johnny’ego. Robert Scherman, właściciel wytwórni Atlas, wyraził zgodę pod warunkiem, że Oscar Moore zostanie członkiem zespołu, a nazwa zostanie zmieniona na Oscar Moore and Three Blazers. Członkiem The Blazers był Oscar Moore do połowy lat 50. XX w. ale później już gościnnie, bo założyciel grupy nie akceptował zmian i ustalił nazwę na Johnny Moore’s Three Blazers.
W okresie 1953–1957 Oscar Moore nagrał kilka albumów dla wytwórni Verve Records i Tampa Records, a nieco później (z wyjątkiem płyty poświęconej Natowi Kingowi Cole’owi w 1965) całkowicie zrezygnował z zawodowego uprawiania muzyki (pracował jako murarz).

## Dyskografia

### Albumy 10” i 12”
- 1954 Oscar Moore Trio Skylark SKLP 19
- 1954 Oscar Moore Quartet Tampa LP-10
- 1954 Oscar Moore Trio/George Redman Group Tampa LP 16 (reedycja albumu Oscar Moore Trio na splicie z G. Redmanem)
- 1955 Swing Guitars Norgran MG N-1033 (split z Barneyem Kesselem i Talem Farlowem)
- 1956 Galivantin’ Guitar Tampa TP-22
- 19.... Have You Met Inez Jones? Riverside RLP 12-819 Inez Jones i kwartet Oscara Moore’a
- 1965 We’ll Remember You, Nat Surrey Records S 1013
- 1980 Afterglow Picadilly PIC 3372 (We’ll Remember You, Nat plus dwa niepublikowane wcześniej nagrania)
- 1995 Oscar Moore Quartet with Carl Perkins V.S.O.P 34/22 (CD powtarza nagrania z albumów Oscar Moore Trio i Oscar Moore Quartet z wykorzystaniem okładki Skylarku z „Tria”)[3].
- 1998 Oscar Moore and Friends Fresh Sound FSR-CD 202 (z małymi zmianami CD powtarza nagrania z albumów Have You Met Inez Jones? i Afterglow)
- 2011 Oscar Moore with Leroy Vinegar duet z Leroyem Vinnegarem nagrany w 1956; Five Star #1004

### single 10” (78 obr./min.) i 7” (45 obr./min.)
- 1945 „Fugue in C Major” / „Melancholy Madeline” Oscar Moore with Johnny Moore’s Three Blazers (Atlas OM 107, 10”)
- 1945 „Tell Me You’ll Wait for Me” / „Escapade” Oscar Moore with Johnny Moore’s Three Blazers (Atlas OM 110, 10”)
- 1945 „Melancholy Madeline” / „Tell Me You’ll Wait for Me” (Atlas OM 122, 10”)
- 1946 „Nightfall” / „Maureen” (Atlas OM 124, 10”)
- 1949 „Walkin' Blues” / „You Can Go Feed Yourself” Johnny Moore’s Three Blazers with Oscar Moore (RCA Victor 22-0042)